# Attentato del mercato di Natanya
L'attentato del mercato di Natanya fu un attentato suicida palestinese avvenuto il 19 maggio 2002 all'ingresso del principale mercato all'aperto di frutta e verdura di Natanya, in Israele. Il luogo dell'attacco venne scelto in modo da causare il maggior numero di vittime. Tre persone furono uccise nell'attacco e 56-59 rimasero ferite.

## Contesto
La città di Natanya è stata un obiettivo frequente degli attentatori suicidi palestinesi. Un precedente attentato il 27 marzo 2002 all'hotel Park di Natanya uccise 29 persone durante il Seder pasquale ebraico e innescò l'Operazione Scudo difensivo, un'offensiva militare israeliana in Cisgiordania.

## L'attentato
Domenica 19 maggio 2002, durante le ore pomeridiane, un attentatore suicida palestinese travestito da soldato dell'esercito israeliano riuscì a passare attraverso diversi posti di blocco della polizia con l'aiuto di una collaboratrice. L'attentatore suicida indossava una cintura esplosiva nascosta sotto i vestiti, piena di chiodi e bulloni, e fece esplodere l'ordigno all'ingresso del mercato aperto principale di Natanya. L'esplosione uccise tre civili e ferì 56 persone, di cui almeno 10 gravemente.
Sia Hamas che il FPLP rivendicarono l'attacco. Secondo alcune fonti sarebbe stato effettuato dalle Brigate Abu Ali Mustafa del FPLP.
Il FPLP affermò che lo scopo dell'attacco era quello di protestare contro la detenzione del leader del gruppo, Ahmad Sa'dat, da parte dell'Autorità Palestinese in connessione con l'assassinio del FPLP del ministro del turismo israeliano Rehavam Ze'evi.

### Vittime[10]
- Arkady Vieselman, 39 anni, di Natanya;
- Victor Tatrinov, 62 anni, di Natanya;
- Yosef Haviv, 70 anni, di Natanya.

## Conseguenze
Furono intentate azioni legali contro Arab Bank, NatWest e Crédit Lyonnais per aver incanalato denaro ad Hamas.
In risposta all'attacco, le forze dell'esercito israeliano condussero diverse attività operative nelle città di Tulkarm e Ramallah in Cisgiordania per un periodo relativamente breve durante la tarda domenica, sebbene non vi furono rilevanti ritorsioni israeliane per l'attentato al mercato di Natanya.
Dopo l'attacco, l'establishment della difesa israeliana dichiarò che l'attacco sarebbe stato ordinato dal capo del FPLP Ahmed Sa'dat dalla sua cella nella prigione di Gerico gestita dall'Autorità Palestinese, sotto la supervisione degli Stati Uniti e del Regno Unito. Avrebbe anche scoperto che l'attentatore suicida sarebbe riuscito a raggiungere il mercato di Natanya con l'assistenza di un'altra persona che lo ha portato lì.
Successivamente venne rivelato che l'autista era Adel Adnan Mahmoud Jumaa, un residente di Taybeh, che ammise di aver portato l'attentatore suicida e una collaboratrice a Natanya. La donna era Da'a Jiusi, una studentessa palestinese di 21 anni della città palestinese di Tulkarem che in seguito confessò di essere stata invitata ad accompagnare l'attentatore suicida per fornire copertura come coppia dall'aspetto innocente.
Il 30 giugno 2003 un tribunale militare israeliano condannò Da'a Jiusi a tre ergastoli addizionati a più 30 anni di prigione. Jiusi è stato condannato per aver portato un attentatore suicida a esplodere in un mercato civile. Un altro uomo, Alam Kabi di Nablus, fu condannato nel 2004 a nove ergastoli, per aver inviato l'attentatore suicida che aveva perpetrato l'attentato al mercato di Natanya, insieme a diversi altri attacchi.
Il 18 ottobre 2011 Jiwasi Ziyad Dawa'a, originariamente condannato a 3 ergastoli, venne rilasciato in Cisgiordania come parte dello scambio di prigionieri di Gilad Shalit tra Israele e Hamas.

## Reazioni internazionali
- Israele: subito dopo l'attacco a Natanya, i funzionari israeliani affermarono che era improbabile che il governo israeliano avviasse un'ampia operazione militare per rappresaglia all'attacco terroristico. Affermarono che le forze militari israeliane avrebbero continuato a effettuare incursioni mirate contro militanti palestinesi armati;[18]
- Autorità Nazionale Palestinese: i funzionari dell'Anp rilasciarono una dichiarazione in cui dichiaravano "la piena condanna per l'attacco terroristico che ha preso di mira i civili israeliani";[7]
- Stati Uniti: L'allora vicepresidente degli Stati Uniti Dick Cheney invitò Yasser Arafat a contrastare i gruppi armati militanti palestinesi, ma aggiunse che "c'è chiaramente una classe di attentati che non può frenare". Cheney affermò anche che gli Stati Uniti intendevano inviare l'allora direttore della CIA George Tenet nella regione per assistere le forze di sicurezza di Arafat nel contrastare le organizzazioni militanti.[19][20]
- Regno Unito: il portavoce del ministero degli Esteri britannico dichiarò che il Regno Unito aveva chiesto a Israele di fornire prove che Ahmed Saadat, il leader del FPLP, abbia dato il via libera per l'attentato al mercato di Natanya mentre detenuto da guardie britanniche e americane nella città di Gerico in Cisgiordania.[19]